# Boonville (Nowy Jork)
Boonville – miasto w Stanach Zjednoczonych, w stanie Nowy Jork, w hrabstwie Oneida.